# Bruno Risi

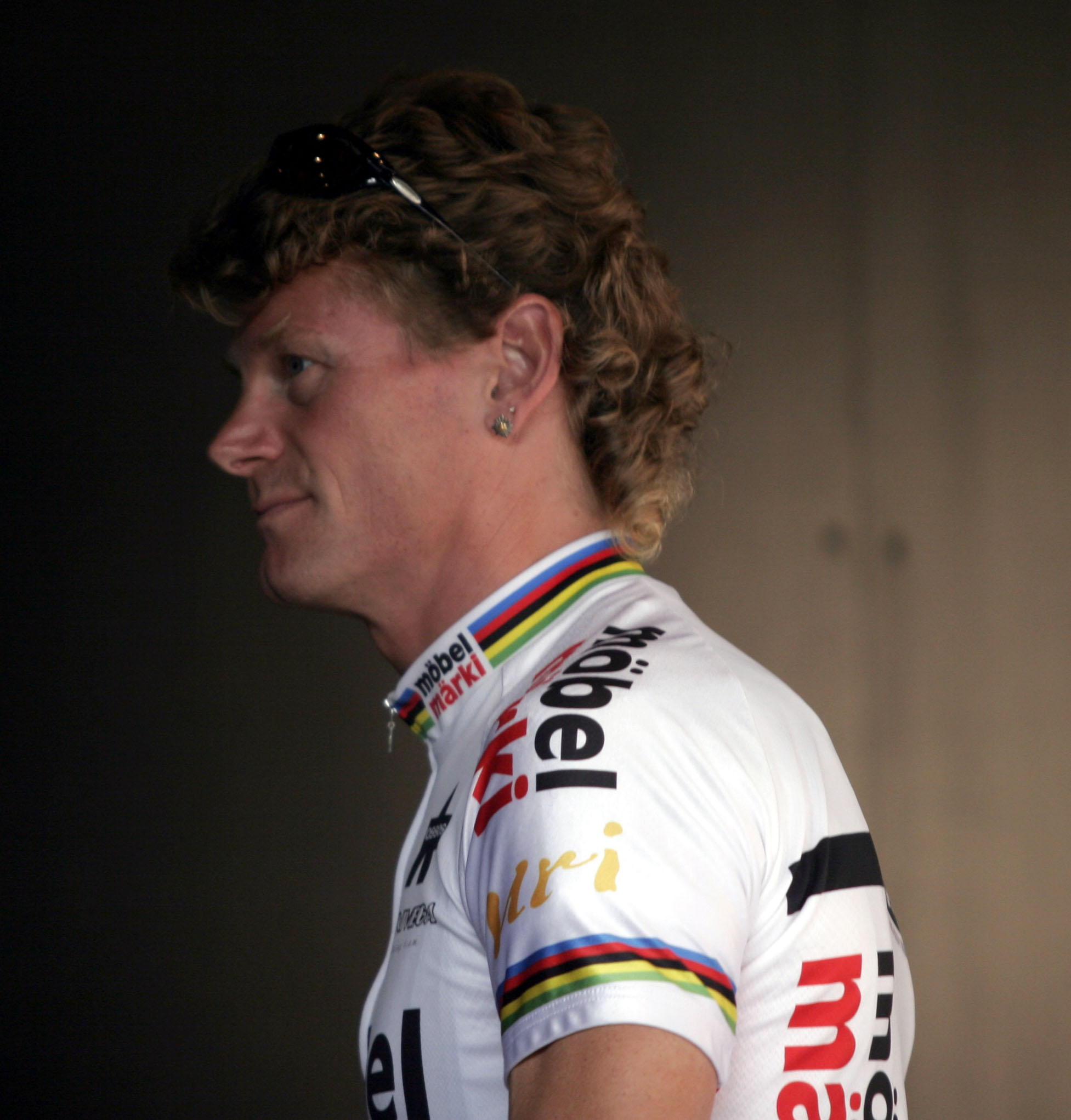
Bruno Risi am 2. August 2007 beim Entega Grand Prix in Lorsch

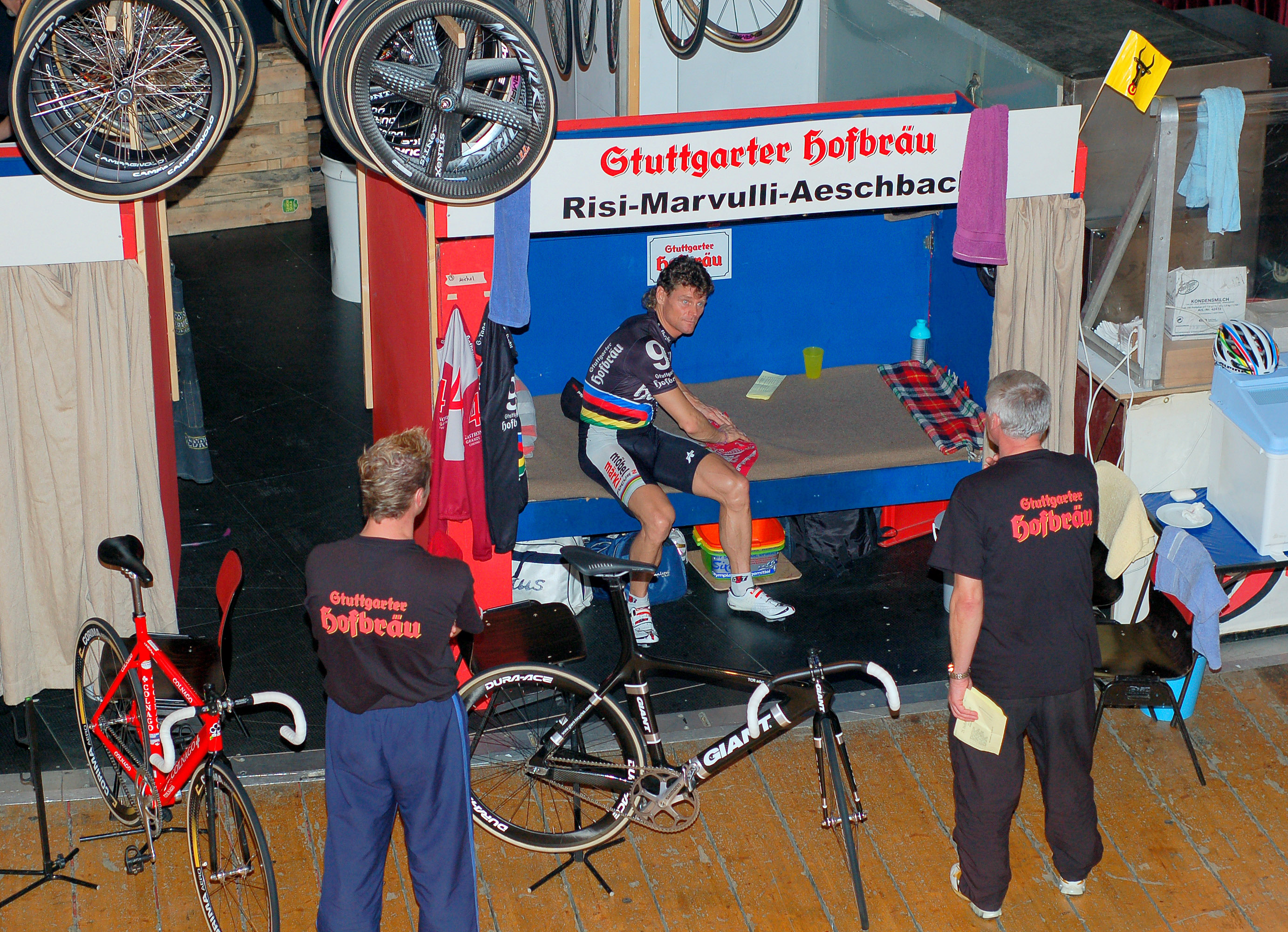
Bruno Risi in der Pause eines Sechstagerennens

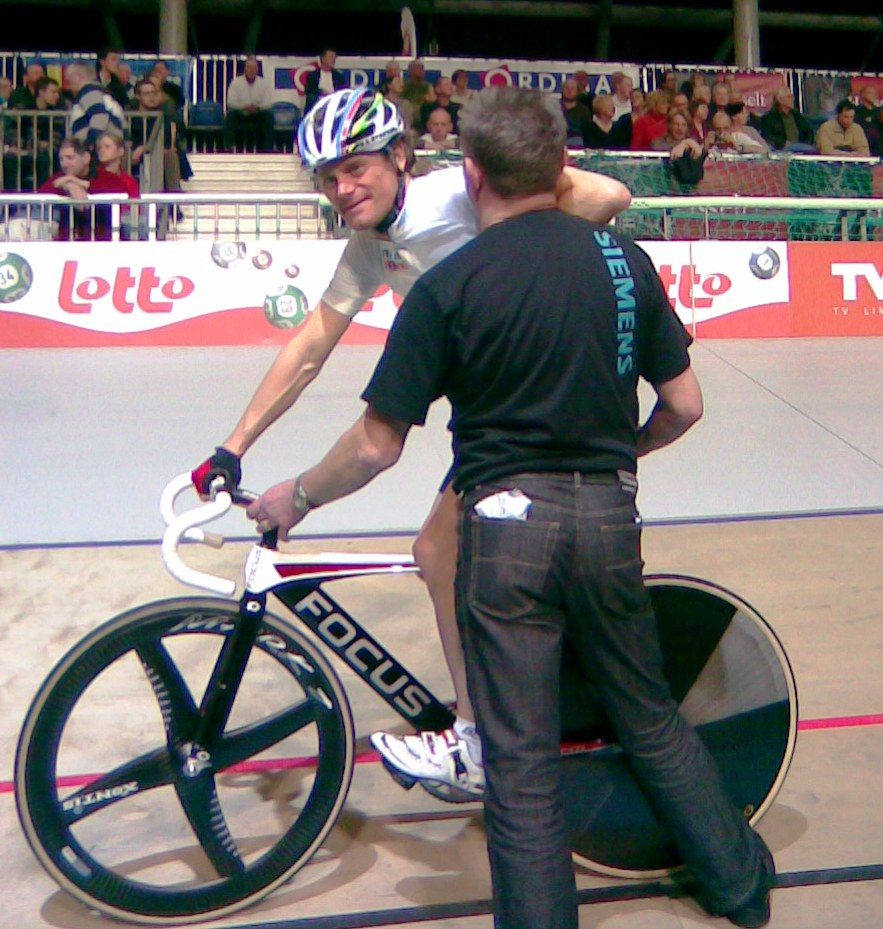
Bruno Risi beim Sechstagerennen in Hasselt 2009

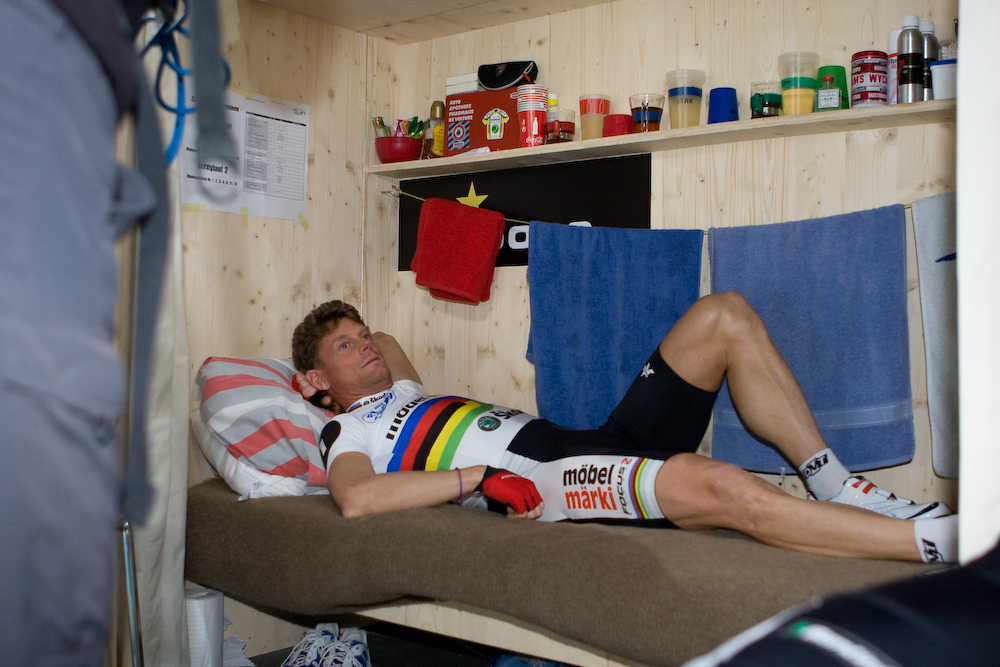
Bruno Risi während des Zürcher Sechstagerennens 2007

Bruno Risi (* 6. September 1968 in Altdorf, Uri) ist ein ehemaliger Schweizer Profi-Radrennfahrer. Der fünffache Weltmeister im Punktefahren und Welt- und Europameister im Zweier-Mannschaftsfahren war hauptsächlich auf der Bahn aktiv.

## Fahrerprofil
Bruno Risi war ein sprintstarker, explosiv und spektakulär angreifender Fahrer, weshalb er bei den jeden Winter stattfindenden Sechstagerennen sehr gefragt war. Er war aber auch sehr ausdauernd und tempohart, weshalb es ihm immer wieder gelang, diese Wettbewerbe zu dominieren – zunächst bis zu dessen Rücktritt fast immer mit Partner Kurt Betschart, später mit anderen Partnern (u. a. Franco Marvulli, Erik Zabel).

## Sportlicher Werdegang
Bereits 1991 wurde Risi in Stuttgart Weltmeister im Punktefahren auf der Bahn. 1992, 1994, 1999 und 2001 konnte er diesen Erfolg wiederholen. Er startete für den VC Hirslanden-Zürich.
Zusammen mit seinem früheren Standardpartner Kurt Betschart bildete er die erfolgreichste Paarung im Sechstagesport: 37 Mal konnten die Schweizer ein Sechstagerennen für sich entscheiden. In der Hauptdisziplin des Sechstagerennens, dem Zweiermannschaftsfahren (Madison), war Bruno Risi ein ausgewiesener Spezialist. 2003 und 2007 gewann er zusammen mit seinem Landsmann Franco Marvulli in dieser Disziplin den Weltmeistertitel. 2004 konnte er bei den Olympischen Spielen in Athen mit demselben Partner im Zweiermannschaftsfahren mit dem Gewinn der Silbermedaille die Krönung seiner Karriere feiern. Obwohl Risi überwiegend Bahnrennen bestritt, war er auch im Strassenradsport erfolgreich. 2004 gewann er die Schellenberg-Rundfahrt und 1993 bis 1995 dreimal die Leimentalrundfahrt.
In seinem Heimatort Erstfeld wurde ein Platz nach Risi und seinem jahrelangen Standardpartner Kurt Betschart «Risi-Betschart-Platz» benannt.
Bruno Risi beendete seine Karriere mit der Winterbahnsaison 2009/2010. Sein letztes Sechstagerennen bestritt er im Februar 2010 in Kopenhagen, wo er mit Marvulli den dritten Platz belegte, nachdem er zuvor im Januar ein letztes Mal das Bremer Sechstagerennen gewonnen hatte.

## Ehrungen
Im März 2014 wurde Bruno Risi vom Schweizer Radsportverband Swiss Cycling zum Ehrenmitglied ernannt.

## Berufliches und Familie
Seit 2010 ist Bruno Risi für den Ski-Hersteller Völkl tätig.
In Erstfeld als Sohn eines Wirtepaars aufgewachsen, übersiedelte Risi 2005 nach Bürglen. Er ist seit 2001 verheiratet und hat drei Kinder.

## Erfolge (Zusammenfassung)
- Weltmeister im Punktefahren 1991, 1992, 1994, 1999 und 2001;
- Weltmeister im Zweier-Mannschaftsfahren 2003 und 2007 mit Franco Marvulli
- Europameister Américaine 1995 und 2006
- Weltrekord mit Kurt Betschart als Standard-Team: 37 Siege bei Sechstagerennen
- Silber-Medaille Olympische Spiele Athen 2004 Américaine
- Ausserdem:
  - 20-facher Schweizer Meister
  - 9-facher Bahn-Weltcup-Sieger
  - drei weitere Podiumsplätze bei Weltmeisterschaften (2. Rang WM Américaine 2004, 2. Rang WM Punktefahren 1990, 1997 und 3. Rang WM Américaine 1995)

## Siege bei Sechstagerennen
Mit 61 Siegen liegt Bruno Risi auf Platz 5 der ewigen Rangliste der Sechstagesieger, hinter Patrick Sercu (88), Danny Clark (74), René Pijnen (72) und Peter Post (65):
- 2010: Bremen (mit Franco Marvulli)
- 2009: München, Zürich (mit Franco Marvulli), Hasselt (mit Kenny De Ketele)
- 2008: Zürich (2 Rennen), Berlin, Kopenhagen, Hasselt, Turin, Fiorenzuola d’Arda (mit Franco Marvulli)
- 2007: Zürich, Kopenhagen, Hasselt, Dortmund, Fiorenzuola d’Arda, München und Zuidlaren (mit Franco Marvulli), Bremen (mit Erik Zabel), Stuttgart (mit Franco Marvulli und Alexander Aeschbach)
- 2006: Dortmund und München (mit Erik Zabel), Maastricht (mit Franco Marvulli)
- 2005: Stuttgart (mit Kurt Betschart und Franco Marvulli), Berlin und Amsterdam (mit Kurt Betschart)
- 2004: Bremen (mit Kurt Betschart)
- 2003: Berlin, Dortmund und München (mit Kurt Betschart)
- 2002: Bremen, Gent und Stuttgart (mit Kurt Betschart)
- 2000: München (mit Kurt Betschart), Zürich (mit Kurt Betschart und Markus Zberg)
- 1999: Bremen, Zürich und Dortmund (mit Kurt Betschart)
- 1998: München, Zürich, Stuttgart und Herning (mit Kurt Betschart), Fiorenzuola d’Arda (mit Giovanni Lombardi)
- 1997: Dortmund, Leipzig und München (mit Kurt Betschart)
- 1996: Zürich, Gent und Kopenhagen (mit Kurt Betschart)
- 1995: Zürich, Bremen und Köln (mit Kurt Betschart)
- 1994: Kopenhagen, Bordeaux und München (mit Kurt Betschart)
- 1993: Zürich, Dortmund, Gent und München (mit Kurt Betschart)
- 1992: Zürich, Dortmund (mit Kurt Betschart)